# 沈景初
沈景初（？—？），字君復，號日倪，又號嶰谷，浙江绍兴府餘姚縣人。明朝政治人物。

## 生平
万历三十四年（1606年）丙午科应天乡试举人，四十一年（1613年）癸丑科進士，初知江西南康县，廉慈公正，大父太宰公常□詩札，以忠愛二字糂勉，署中特懸之，出入皆省覽。興文學，優待士子，禁革無名之徵，奸猾胥蠧咸迸跡，士民建南國甘棠祠於藍田山祀之。四十四年丙辰改知进贤县，邑屢年薦饑，公至而勘恤懃懇，兩臺請命，户部覆題，報可，許以白金五錢代漕米一石，率石紓三錢，又請榷金頒賑。下鄕五都濱彭蠡，景初露冕行野澤中，督其繕防，且拯捄不遺餘力。建學宫之城，門榜曰文明，庀飭廟堂廡宇，皆擇罪人輕科俾負插，而兼以無業貧民，故成功速而民不知也。坐堂剖決如流，其他存問鰥寡，稽課儒效，煥然神明。万历四十七年己未，授禮部精膳司主事，踰年擢吏部文选司主事，升员外郎，天啓七年以门户被削籍。崇祯元年恢复官职、诰命。著有《茁蘭堂集》十卷、《沈庄敏年谱》一卷。

## 家族
父沈应文，南京吏部尚书。
弟沈景夔，字太和，官贵州安顺府知府；沈景怡，崇祯十二年举人。